# Ctimene perdica
Ctimene perdica là một loài bướm đêm trong họ Geometridae.